# Batalha de Tênedos (73 a.C.)
A Batalha de Tênedos foi uma batalha naval travada em 73 a.C. entre as frotas da República Romana e do Reino do Ponto logo no início da Terceira Guerra Mitridática. As principais fontes para esta batalha são Apiano, Cícero e Mêmnon, mas há divergências nos detalhes entre estes diferentes relatos. Cícero combina as duas batalhas numa única "Batalha de Tênedos". Mêmnon, por outro lado, identifica claramente duas batalhas distintas, uma em Tênedos e outra em Lemnos; Apiano não nomeia nenhuma das duas, mas descreve dois eventos separados.

## Contexto
Mitrídates VI do Ponto havia conquistado diversas cidades na Anatólia sem encontrar muita oposição até que o Senado Romano decidiu enviar Lúcio Licínio Lúculo, que marchou para o Helesponto para enfrentar o principal exército de Mitrídates. O rei, por sua vez, estava mudando o foco de sua campanha para o Egeu setentrional. Segundo Cícero, sua intenção era invadir diretamente o coração da República Romana na península Itálica.

## Batalha
Lúculo chegou em Troia e foi informado que os navios pônticos estavam seguindo para Lemnos e encontravam-se ancorados em Tênedos. Lúculo rapidamente mobilizou suas forças, capturou todas os 13 navios inimigos e executou Isidoro, o almirante pôntico, mas não antes de descobrir que o restante da frota de Mitrídates continuava segundo para Lemnos. Novamente Lúculo agiu rápido e conseguiu alcançar as frotas de três generais inimigos perto de Lemnos, Vário, Alexandre e Dionísio. Os pônticos decidiram não lutar e assumiram uma posição defensiva na costa da ilha. Lúculo enviou um pequeno contingente para desembarcar em Lemnos e colocou a frota pôntica em fogo cruzado. Lúculo capturou ou afundou 32 navios e, no dia seguinte, encontrou os três generais escondidos em uma caverna na ilha.
Mitrídates, ao saber da batalha, se refugiou no Bósforo, escolhendo um local facilmente defensável. Lúculo informou o senado de suas vitórias antes de seguir para o Bósforo para enfrentar Mitrídates.